# محمد الحسيني الزنجاني
السید محمد بن عزالدین الحسینی الموسوی الزنجانی (1366 قمری - قم) هو مرجع شیعی ایرانی معاصر، مقیم بمدینة مشهد.

## ولادته و أسرته
ولد السید الزنجانی بمدینة قم عام 1366 للهجرة. 
کان والده السید عزالدین الحسینی الزنجانی مرجعاً شیعیاً معاصراً فی مدینة مشهد، و هو من تلامذة السید الحجة الکوه کمره‌ای و السید البروجردی و السید العلامة الطباطبائی. توفی السید عزالدین فی مدینة مشهد عام 1434 للهجرة و دفن فی مرقد الإمام علی بن موسی الرضا.
کان جده السید محمود الحسینی الزنجانی مرجعاً فقیهاً و من أبرز تلامذة المیرزا النائینی و الشیخ محمدحسین الغروی الإصفهانی و توفی السید محمود فی طهران عام 1375 للهجرة و دفن بالنجف الأشرف مرقد الإمام علی بن أبی طالب.
ینبغی أن یذکر أن جده الامیّ الشیخ محمدکاظم الفائق الطهرانی کان من العلماء فی مدینة طهران.

## نسبه و أولاده
اما نسبه فهو السید محمد بن عزالدین بن محمود بن ابی الفضائل بن عبد الواسع بن محمد بن قاسم بن عزالدین محمد... و انتهی نسبه الی الزید ابن الإمام علی بن الحسین السجاد.للسید محمد الزنجانی أربع أولاد.
محمد بن عزالدین بن محمود بن ابوالفضائل بن عبد الواسع بن محمد بن قاسم بن عزالدین محمد بن جعفر بن حسین بن عباس بن محمد بن ابراهیم بن حسن بن علی بن خلیل بن محمد بن علی بن اسماعیل بن جعفر بن محمد الفرو بن احمد بن ابوالفضل العباس بن یحیی بن یحیی بن حسین ذوالدمعه بن زید بن علی بن حسین بن علی بن ابی طالب.

## مراحل دراسته
ولد بمدینة قم فی ایران و و هاجر مع والده الی زنجان و ابتدأ بالدراسات العلمیة فیها ثم هاجر الی قم للالتحاق بحوزتها و تلمذ فیها من الشیخ مرتضی بنی فضل مدة و من الشیخ یحیی الأنصاری الشیرازی.ثم هاجر الی مدینة مشهد و أکمل دراساته العلمیة فیها حیث حضر أبحاث السید ابراهیم علم الهدی السبزواری فقها و أصولا، سطحاً و خارجاً و تلمذ منه مدة مدیدة.و قد حضر السید الزنجانی فی أبحاث الخارج للسید محمدهادی المیلانی مدة 6 سنة تلمذ منه جیداً مع استاذه السید علم الهدی السبزواری.و ایضا حضر السید فی أبحاث والده السید عزالدین الحسینی الزنجانی حین حضوره فی مدینة مشهد.
ثم عاد السید محمد الزنجانی الی مدینة قم و لإکمال دراساته العلمیة خارجاً، و قد حضر فی أبحاث الشیخ حسین الوحید الخراسانی مدة 6 سنة.
حاز السید محمد إجازة الاجتهاد المطلق من أساتذته السید ابراهیم علم الهدی السبزواری و والده و عددا من العلماء.
ثم عاد السید الزنجانی بعد أکمال دراساته بمدینة زنجان و بدأ بتحصیل الدروس العلمیة فی حوزتها حیث تدرس الکتب المهمة المشورة کالمکاسب و الکفایة و تردس سنینا درس الخارج فقها و اصولا.